# Tergrigorianzaella
Tergrigorianzaella es un género de foraminífero bentónico de la familia Glabratellidae, de la superfamilia Glabratelloidea, del suborden Rotaliina y del orden Rotaliida. Su especie tipo es Caucasina? sectile. Su rango cronoestratigráfico abarcaba desde el Eoceno hasta el Oligoceno.

## Clasificación
Tergrigorianzaella incluye a la siguiente especie:
- Tergrigorianzaella sectile †